# Haematopinus apri
Haematopinus apri är en insektsart som beskrevs av Goureau 1866. Haematopinus apri ingår i släktet Haematopinus och familjen hovdjurslöss. Inga underarter finns listade i Catalogue of Life.

## Bildgalleri

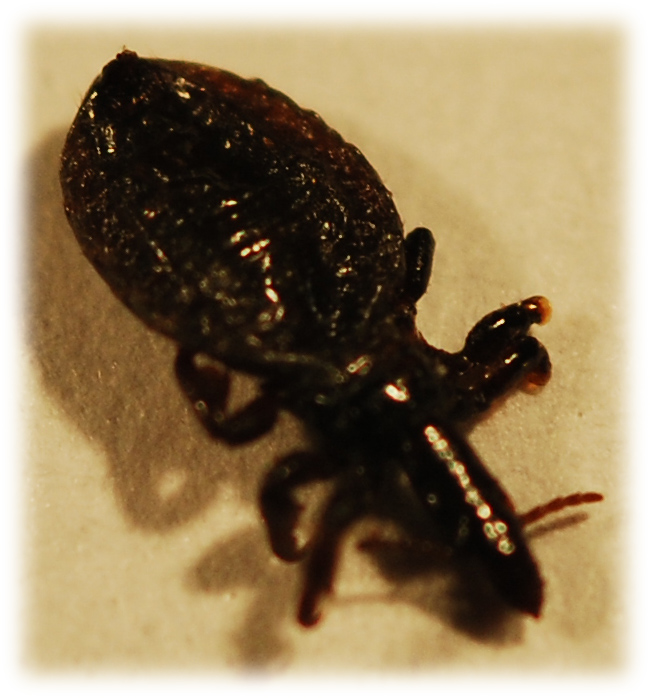
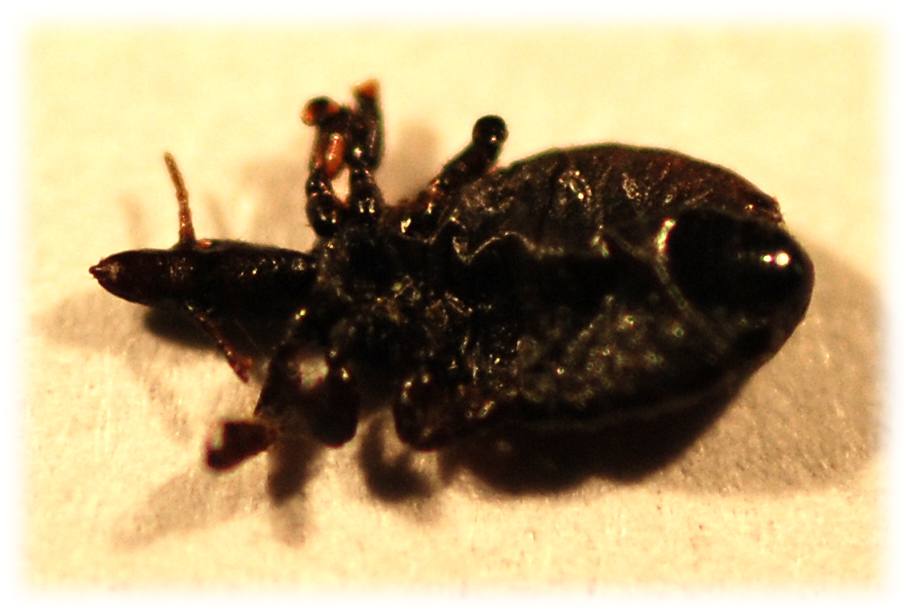